# 新盎格利亚
东欧的新盎格利亚（拉丁語：Nova Anglia）据称是由逃离被诺曼征服的英格兰的盎格鲁-撒克逊人，在11世纪70年代或90年代建立的一个殖民地。其存在见于两则史料记载：一是《拉昂无名氏通史编年》（Chronicon Universale Anonymi Laudunensis，成书于1219年之前），另一个则是14世纪的冰岛文献《爱德华萨迦》。这两部作品都讲述了一段从英格兰出发，穿越地中海的旅程，目的地是君士坦丁堡。在那里，英格兰难民击退了异教徒的围攻，因而受到东罗马帝国皇帝阿莱克修斯一世·科穆宁的奖赏。其中一部分人被赐予黑海东北方的土地，并将其重新征服，命名为新盎格利亚。

## 出处
现存有两份史料记载了新盎格利亚建立的过程。第一份是《拉昂无名氏通史编年》。这部编年史由一位英格兰僧侣撰写，地点是在皮卡第拉昂的一所普雷蒙特利会修道院中，内容涵盖了直到1219年的世界历史。《通史编年》现存两份13世纪的手稿，一份保存于巴黎的法国国家图书馆（编号：Lat. 5011），另一份则藏于柏林国立图书馆（编号：Phillipps 1880）。
第二份史料是被称为《爱德华萨迦》（全称《圣王爱德华萨迦》）的冰岛萨迦，讲述的是英格兰国王忏悔者爱德华（1042—1066年在位）的一生。该书于14世纪在冰岛编纂而成，可能使用了《拉昂无名氏通史编年》或二者的某个共同前身作为史料来源。

## 记载
《爱德华萨迦》记载，当英格兰反抗军在对抗征服者威廉的过程中确定丹麦国王斯文二世不再提供援助后，他们决定离开英格兰，前往君士坦丁堡（即古诺斯语中的米克拉加尔兹）。这支英格兰部队由350艘船组成，被称为“庞大的队伍”，其领导者是“三位伯爵和八位男爵”，统帅则是一名叫做“格洛斯特伯爵西瓦尔德”（Siward earl of Gloucester，冰岛语称为）的人。他们的航线途径圣马修角、加利西亚（Galizuland），穿越直布罗陀海峡（Nörvasundz）抵达休达（Septem）。他们攻占了休达，杀死了当地的穆斯林守军，掠夺了大量黄金与白银。在攻占休达后，他们又征服了马略卡岛和梅诺卡岛。之后，他们继续航行前往西西里，并在当地听闻君士坦丁堡正被异教徒围攻。
他们随即航向君士坦丁堡，击溃了围城的舰队，并扫除了异教徒的军队。君士坦丁堡的统治者，即阿莱克修斯一世（Kirjalax），提议让这些英格兰人加入其麾下，并允许他们居住在君士坦丁堡，担任他的贴身侍卫，“一如往昔曾受雇于皇帝的瓦兰吉人那样”。尽管部分英格兰人接受了这一提议，但西瓦尔德伯爵和一些人希望拥有一片属于自己的领地，以便在晚年时安享统治之乐。于是，阿莱克修斯一世告诉他们，在海的彼岸有一片土地，曾属于君士坦丁堡的皇帝，如今却被异教徒占据。他将这片土地赐予英格兰人。在西瓦尔德伯爵的率领下，一部分人启程前往那片土地，而另一些英格兰人则留在君士坦丁堡，继续为皇帝效力。据记载，那片土地位于君士坦丁堡“以北和东北方向六天路程之遥的地方”，最终被西瓦尔德征服。经过多次战斗，他们驱逐了当地的异教徒。他们将这片新领地命名为“英格兰”，其主要城市被称为“伦敦”“约克”以及“其他以英格兰大城命名的城镇”。这些英格兰人没有采用“圣保禄之法”（即东仪礼），而是从匈牙利王国寻求主教与其他神职人员。传说这些英格兰人的后裔自此一直生活在该地区。
《拉昂无名氏通史编年》所描述的故事在大体上与《爱德华萨迦》一致，但在一些细节上存在差异。首先，《通史编年》中并未提及那位丹麦国王（即《爱德华萨迦》中所称的“乌尔夫之子斯文”，即斯文二世·埃斯特里德森）。同样，《通史编年》中也未说明英格兰人是如何进入地中海的，而这一路线显然是冰岛作者根据“常识”所补充的。两部作品之间还存在其他一些细微差别。例如，在《通史编年》中，英格兰国王被称为“英格兰国王威廉”（Willelmus rex Anglie），而在《爱德华萨迦》中，他则被称为“私生子威廉”（Viljálmr bastharðr）；《萨迦》中写的是“西西里”，而《通史编年》则是“撒丁岛”；《通史编年》并未提及殖民地内城市的名称（如伦敦、约克），而《传奇》明确给出这些英格兰地名；此外，《通史编年》称新领地为“新盎格利亚”（Nova Anglia），而《爱德华萨迦》则仅称之为“英格兰”。最大的不同之一，是《爱德华萨迦》中殖民领导者“西瓦尔德伯爵”（Sigurðr）在《通史编年》中则被称为“斯塔纳杜斯”（Stanardus）。尽管如此，两者大部分叙述内容基本一致，包括伯爵与男爵的数量与等级、舰船数量，以及从君士坦丁堡到殖民地的航程等。《通史编年》在讲述新盎格利亚建立之后，还补充了一个事件：当阿莱克修斯一世派遣官员前往征收贡赋时，这些“东方英格兰人”（Angli orientales）将官员杀害。而那些原本留在君士坦丁堡的英格兰人，因为担心皇帝的报复，也逃往新盎格利亚，并开始从事海盗活动。

## 可信度

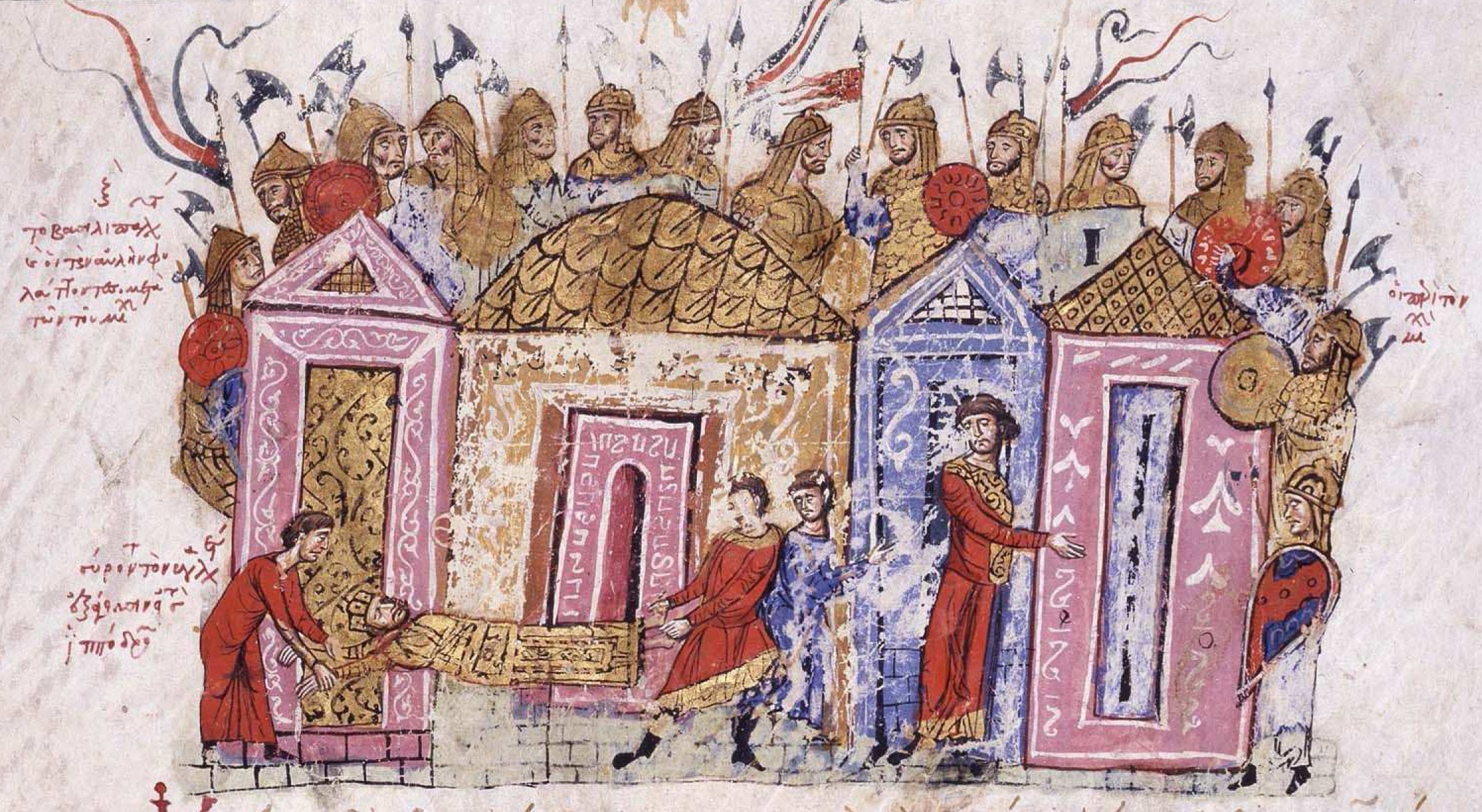
瓦兰吉卫队，图为《斯基利齐斯编年史》中的插图；在11世纪之后，瓦兰吉卫队中的诸多成员均是英格兰人，甚至英格兰人可能占到绝大多数。

历史学界普遍认为，在上述年代确实有英格兰的盎格鲁-撒克逊人迁往君士坦丁堡，并加入了瓦兰吉卫队。这一点在其他史料中也有确凿证据支持，无须置疑。相比《爱德华萨迦》和《拉昂无名氏通史编年》，一部更可靠、更接近事情发生时期的史料是奥德里克·维塔利斯的《教会历史》。奥德里克在叙述诺曼征服及其后英格兰北方叛乱失败的背景之后，对失败的英格兰人作出了如下总结：
于是，英格兰人对失去的自由发出哀叹，并不懈地谋求摆脱这种既无法忍受又前所未有的压迫之法。他们中的一些人遣使至丹麦国王斯文，请求他对英格兰王位提出主张……另一些人则选择自愿流亡，以期在放逐中逃脱诺曼人的统治，或是寻求外援，伺机返回祖国，展开复仇之战。其中一些仍处于青春年华的英格兰人，远赴异域，将武艺献于君士坦丁堡皇帝阿莱克修斯——一位极具智慧与高贵气度的帝王。此时，阿普利亚公爵罗贝尔·吉斯卡尔正为支持被希腊人（因不满元老院的权势）驱逐的皇帝米海尔而举兵反对阿莱克修斯。因此，流亡的英格兰人受到了希腊人的热烈欢迎，并被派往对抗诺曼人——而这支敌军的强大已非希腊人单独所能抵御。皇帝阿莱克修斯为这些英格兰人奠定了一座名为齐维托特的城镇，地点距拜占庭有一段距离；但后来由于诺曼人的威胁日益严峻，他将他们召回帝都，并派遣他们守卫皇宫要地与帝国珍宝。这便是英格兰撒克逊人迁徙至伊奥尼亚的缘由。他们及其后裔忠诚地效力于神圣的帝国，至今仍受到皇帝、贵族及希腊人民的尊敬。
除此之外，有关“新盎格利亚”故事的细节已无法加以证实：相关史料成书年代较晚，其中许多情节——正如一位历史学家所言——“近于奇谈”。
尽管如此，仍有不少历史学者支持“新盎格利亚”殖民地的真实性。其中包括乔纳森·谢泼德、克里斯蒂娜·费尔以及勒兹万·特奥多雷斯库。谢泼德认为，传说中的“西瓦尔德”可能是西瓦尔德·巴尔恩——一位重要的英格兰叛军首领，最后一次出现在史料中是在1087年，当时他被临终的威廉一世释放出狱。西瓦尔德是当时唯一一位在格洛斯特郡拥有土地的重要英格兰贵族。然而，由于这位西瓦尔德在1071年至1087年间一直身陷囹圄，因此不可能在1075年（《通史编年》中英格兰人抵达君士坦丁堡的年份）出现在君士坦丁堡。因此，谢泼德重新诠释这一传说，以便于历史事实相符合。他提出，这批英格兰瓦兰吉人是在1091年阿莱克修斯一世向西方请求军事援助之后展开航行的；他们所乘的舰队正是由英格兰贵族显贵者埃德加所率领的那一支。谢泼德还进一步指出，在克里米亚半岛可能保留有英格兰地名的遗迹，包括一个可能名为“伦敦”的定居点。
关于英格兰人在君士坦丁堡的另一则史料记载，出现在维尔阿杜安的杰弗里所著的《征服君士坦丁堡》中，记录的是1205年第四次十字军东征的情形：
法军在临海的一个堡垒前架起了两架云梯。此处的城墙防守严密，由英格兰人与丹麦人把守，随之爆发的战斗激烈、艰苦而残酷。
柏郎嘉宾在其著作《柏郎嘉宾蒙古行纪》中记载了一座“撒克逊人城市”，曾遭到“鞑靼人”（即蒙古帝国）围攻未果：
以下是那些曾顽强抵抗、未被征服的国家：大印度、曼贾（Mangia）、部分阿兰人、部分契丹人，以及撒克逊人。事实上，据我们当时所听，这些鞑靼人曾围攻过一座撒克逊人城市，企图将其征服。撒克逊人制造了守城器械，以对抗鞑靼人的攻具，并成功摧毁了他们所有的攻城设备；鞑靼人因此无法靠近城墙作战，因为城中布有巨弩与投石机。最终，鞑靼人挖掘地道进入城内，试图放火烧城，另一些人则展开巷战。然而，城内居民派出一支队伍扑灭火势，另一支则奋勇迎战入城的鞑靼兵，杀伤甚众，迫使敌人撤退回营。鞑靼人见攻城无效，又死伤惨重，遂最终撤退。
埃里克·希尔丁格推测，《蒙古行记》中所提到的“撒克逊人城市”可能指蒙古人在西征期间对萨克森公国本土的一次小规模入侵，或是东欧某个德意志移民社群的防御行动。而库津科夫和莫加里切夫则认为该记载更可能和操东日耳曼语的克里米亚哥特人有关。尽管如此，两位学者也承认新盎格利亚的存在，只是他们倾向于将其位置归于多瑙河附近。相似的，《蒙古秘史》中提到了一个名为“Sesüd”的地点，可能与萨克辛、克里米亚哥特人或特兰西瓦尼亚萨克森人有关。

## 语言学证据

### 地名

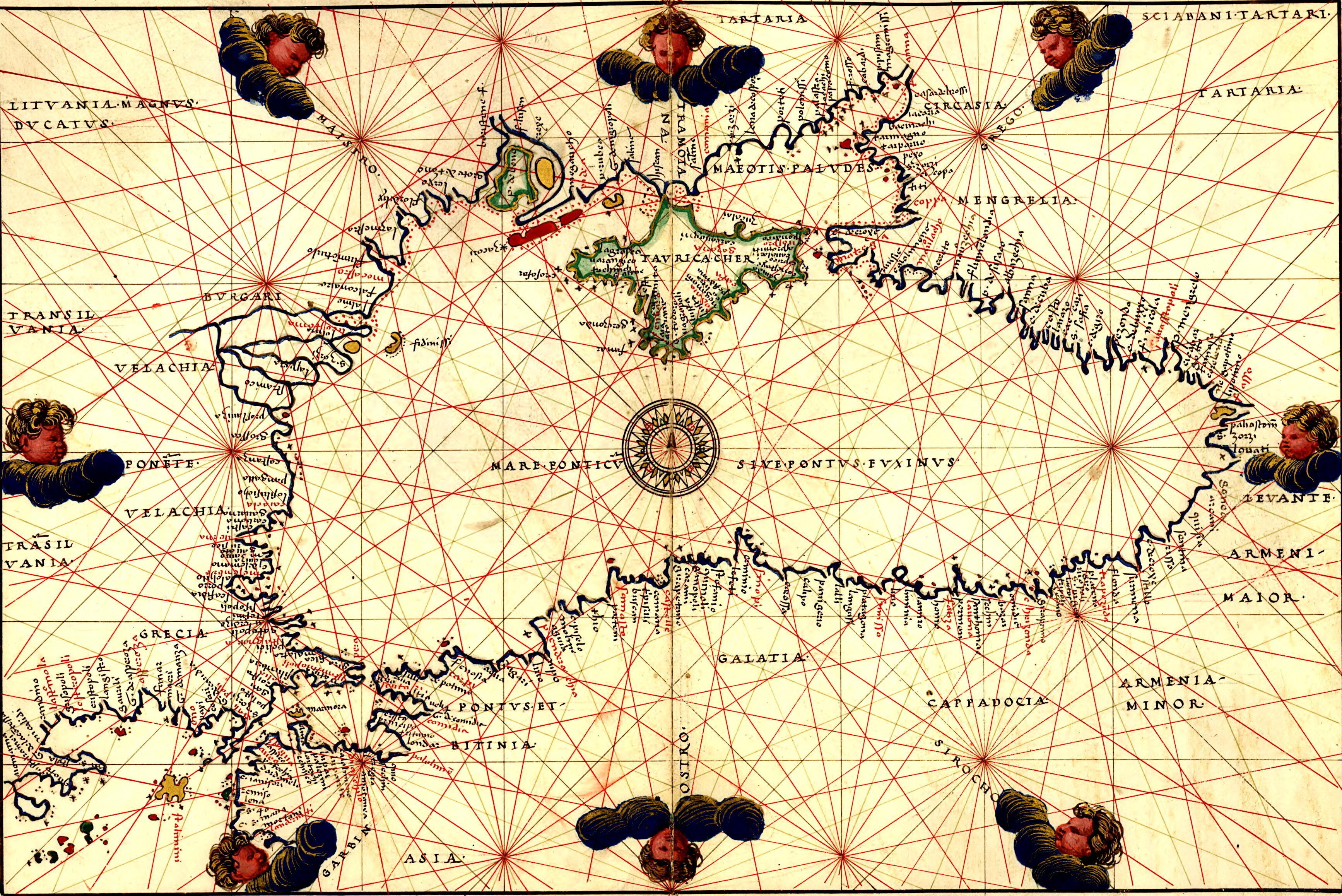
在巴蒂斯塔·阿涅塞绘于约1544年的黑海海图中：克里米亚（图中为TAVRICA·CHER）南部有一座城市名为uagꝛopoli，刻赤海峡（图中为MENGRELIA）东部则有flumẽlondia和p.d.ſuſaco。

中世纪意大利、加泰罗尼亚和希腊航海家在黑海北岸的波特兰型海图中出现的五个地名，为“新盎格利亚”位于君士坦丁堡以东的观点提供了佐证。据信，（或）这一地名可能源自“撒克逊”（Saxon）或“南撒克逊人”（South Saxons，来自萨塞克斯王国，今日的萨塞克斯）。这一地名可能是后来奥斯曼帝国堡垒或名称的由来，如今该地为俄罗斯港口城市新罗西斯克。
中世纪的海图也标出了一个名为的地点，位于黑海北岸的的西北方向。该地不仅作为地名出现，还赋名了一条河。这个名字可能源自地名“London”。

## 方言学
奥塔尔·格伦维克等学者指出，在16世纪零星记录下来的克里米亚哥特语词汇中，出现了一些明显带有西日耳曼语特征的词汇形态。

## 脚注
1. ↑  Ciggaar, , p. 302; Fell, Anglo-Saxon Emigration to Byzantium, p. 181
2. ↑  Ciggaar, , pp. 301–02; Fell, Anglo-Saxon Emigration to Byzantium, p. 181
3. ↑  Fell, Anglo-Saxon Emigration to Byzantium, p. 179; translated and printed Dasent, Icelandic Sagas, vol. iii, pp. 416–428, reprinted Ciggaar, , pp. 340–342
4. ↑  Fell, Anglo-Saxon Emigration to Byzantium, pp. 181–82
5. ↑  Dasent, Icelandic Sagas, vol. iii, p. 425
6. ↑  Dasent, Icelandic Sagas, vol. iii, pp. 425–26
7. 1 2  Dasent, Icelandic Sagas, vol. iii, p. 426
8. 1 2  Dasent, Icelandic Sagas, vol. iii, pp. 426–27
9. 1 2 3  Dasent, Icelandic Sagas, vol. iii, p. 427
10. 1 2  Dasent, Icelandic Sagas, vol. iii, pp. 427–28
11. 1 2  Dasent, Icelandic Sagas, vol. iii, p. 428
12. 1 2  Fell, Anglo-Saxon Emigration to Byzantium, p. 183
13. ↑  Fell, Anglo-Saxon Emigration to Byzantium, p. 184; Ciggaar, , pp. 322–23
14. ↑  Fell, Anglo-Saxon Emigration to Byzantium, p. 184; Ciggaar, , pp. 320–1
15. ↑  Fell, Anglo-Saxon Emigration to Byzantium, p. 181
16. ↑  Fell, Anglo-Saxon Emigration to Byzantium, p. 186
17. ↑  See, for instance, Pappas, English Refugees.
18. ↑  . www.deremilitari.org.   [2025-07-02]. （原始内容存档于2012-01-23）.
19. ↑  Translation based on Chibnall (ed.), Ecclesiastical History, vol. ii, pp. 203, 205
20. ↑  Shepard, "The English and Byzantium", p. 79
21. ↑  . www.deremilitari.org.   [2025-07-02]. （原始内容存档于2012-01-23）.
22. ↑  Shepard, "The English and Byzantium", pp. 82–83; Williams, The English and the Norman Conquest, p. 34
23. ↑  Ciggaar, , p. 322; Williams, The English and the Norman Conquest, p. 57
24. ↑  Godfrey, "The Defeated Anglo-Saxons", p. 69
25. ↑  Shepard, "The English and Byzantium", pp. 80–84
26. ↑  Fell, Anglo-Saxon Emigration to Byzantium, p. 195, n. 3, citing Shepard, "Another New England?"
27. ↑  Geoffroy de Villehardouin, The Conquest of Constantinople, translated by M. R. B. Shaw, Penguin, 1963, p. 70
28. ↑  Giovanni da Pian del Carpine. Erik Hildinger , 编. . 1996: 83. ISBN 0-8283-2017-9.
29. ↑  Giovanni da Pian del Carpine. Erik Hildinger , 编. . : 126. The reference to Saxons in this context is odd since Carpini himself had been Warden of Saxony for the church and must have been familiar with the area. There does not seem to have been any incursion into Saxony proper, unless he refers to some minor foray into German territory during the invasions of Poland and Hungary in 1241, or unless he applies the term Saxon broadly to mean Germans living in settlements further east, such as at Pest in Hungary.
30. ↑  Kuzenkov, Pavel V.; Mogarichev, Yurii М.  (PDF). The Volga River Region Archaeology. 2024, 4 (50): 153–155. doi:10.24852/pa2024.4.50.151.157 （俄语）.
31. ↑  Ostrowski, Donald. . Bulletin of the School of Oriental and African Studies. 1998, 61 (3): 465–466. JSTOR 3107754.
32. ↑  Green, Caitlin. . 19 May 2015  [25 February 2018].
33. ↑  Green, Caitlin. . 19 May 2015  [13 December 2022]. Londina is found close to Susaco on the fuller, more detailed charts of the fifteenth and sixteenth centuries, and has been plausibly viewed as being just what it looks like, a version of the English place-name 'London' (with this probably being applied originally to a city on the Black Sea coast and then transferred to an associated river—as sometimes occurs in with English place-names and river-names—hence the fact that the name Londina is frequently preceded by flume or flumen on the portolans).
34. ↑  Grønvik, Ottar. . Universitetsforlaget. 1983  [13 December 2022]. ISBN 9788200066149 （德语）.

## 延伸阅读
- Fell, Christine. . Anglo-Saxon England (Cambridge: Cambridge University Press). 1972, 1: 247–258. ISSN 0263-6751. S2CID 162435460. doi:10.1017/s0263675100000181.
- Head, Constance. . Byzantion: Revue Internationale des Études Byzantines (Brussels: Fondation Byzantine). 1977, 47: 186–98. ISSN 0378-2506.
- Shepard, Jonathan. . Byzantine Studies (Tempe: Arizona University Press). 1978, 1 (1): 18–39.
- Theodorescu, R. . Revue Roumaine d'Histoire (București: Academia Republicii Socialiste România). 1981, 20: 637–45. ISSN 0556-8072.
- Vasiliev, A. A. . Annales de l'Institut Kondakov (Praga: Institut imeni N. P. Kondakova). 1937, 9: 247–58.